# Wetterung

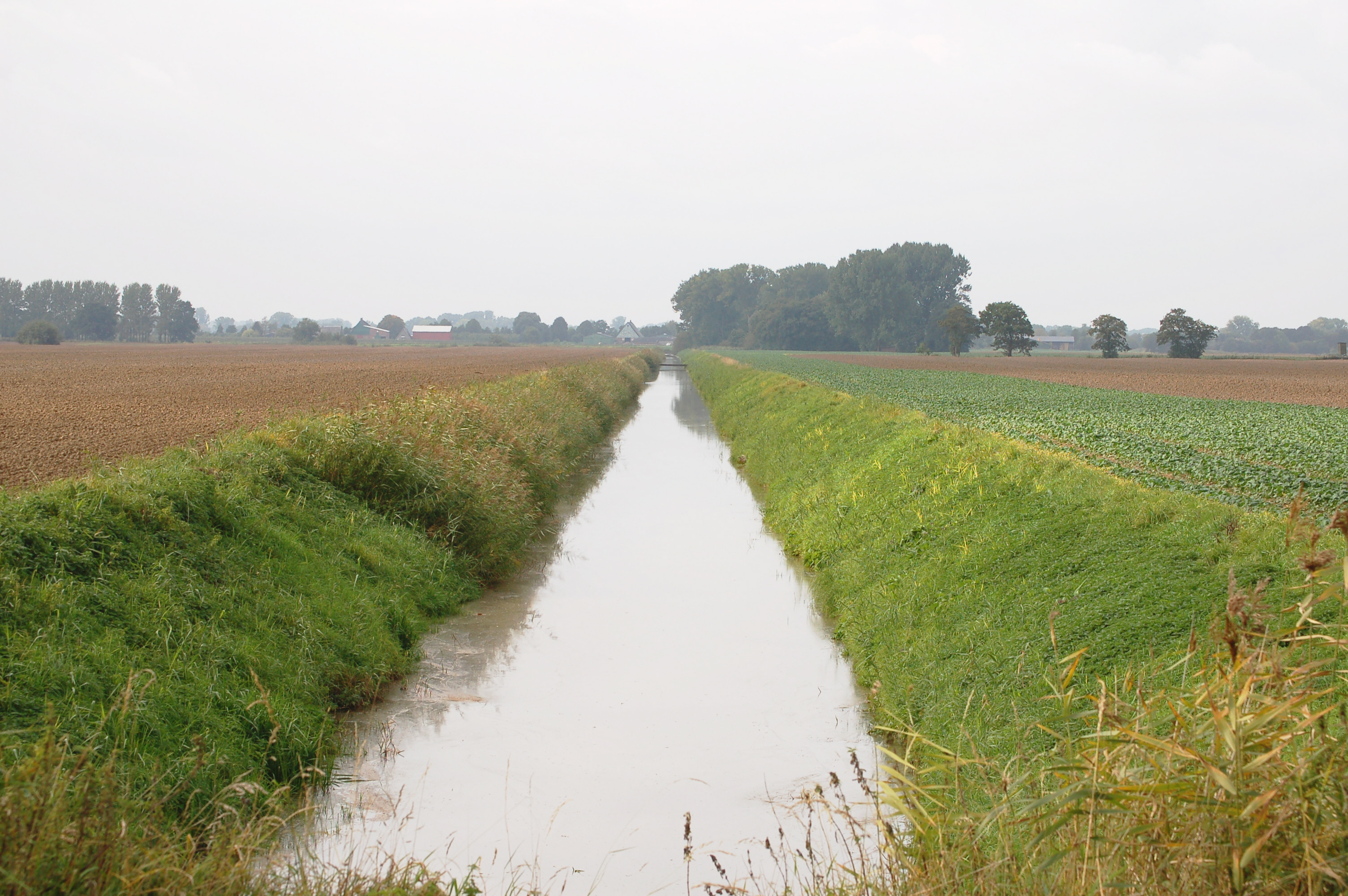
Eine Wedder in der Seestermüher Marsch

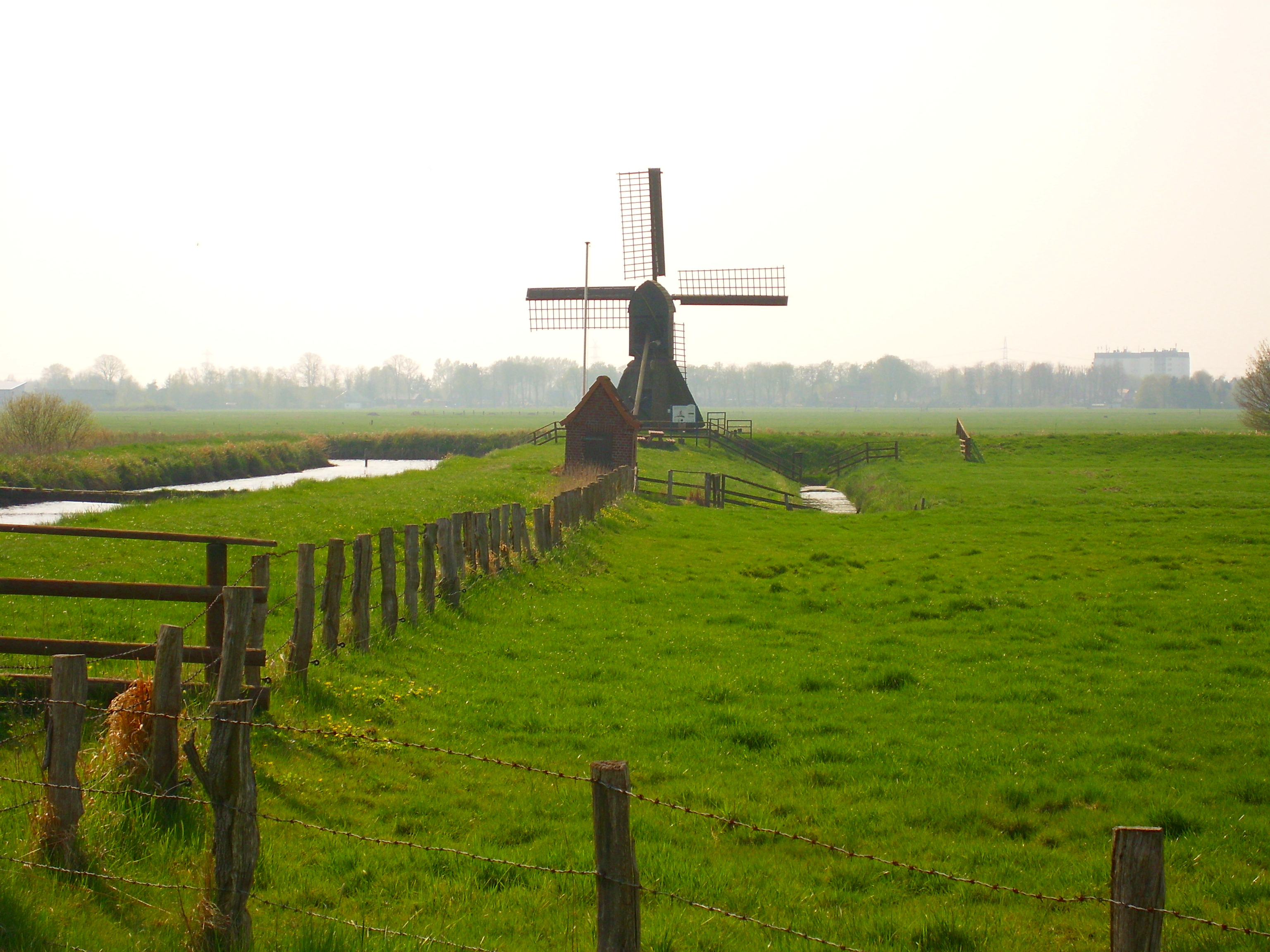
Rechts der zu entwässernde Graben, links die Wettern (Große Feldwettern)

Der Begriff Wetterung, auch verkürzt Wettern, Wetter, Weddern oder Wedder, kommt aus dem Niederdeutschen und bezeichnet einen künstlich angelegten, geraden Vorfluter, der dazu dient, das Agrarland oder Marschland zu entwässern. Manchmal wurden auch bereits bestehende Fließgewässer zu Wetterungen ausgebaut, die dann keinen geraden Verlauf ausweisen, so etwa die Brookwetterung in der Vierländer Elbmarsch, die Harschenflether Wettern bei Stade oder die Kampritt Wettern in der Wilstermarsch. Eine Wetterung kann mehrere Kilometer lang sein und eine Breite von über 20 Metern besitzen.

## Geschichte
Die ersten Wetterungen wurden im norddeutschen Raum um 1100 im Rahmen der Hollerkolonisation von holländischen Einwanderern in der Wesermarsch und dann in den Elbmarschen (Altes Land, Seestermüher, Hadelner, Haseldorfer und Wilstermarsch) angelegt.

## Funktionsweise
Beispielsweise sickert Oberflächen- bzw. Regenwasser über Drainagen in einen solchen Vorfluter, der es in den nächstgrößeren Fluss leitet. Oft befindet sich am Übergang zum Fluss ein Schöpfwerk, das dazu dient, den Höhenunterschied bei Flut auszugleichen. Eine Wetter kann aber auch Rückstauwasser nach starken Regenfällen aufnehmen.